# Hearts of Men (film 1915)
Hearts of Men è un film muto del 1915 diretto da Perry N. Vekroff.

## Trama
Fritz Wagner mette a punto la formula per un nuovo profumo nella fabbrica tedesca dove lavora insieme al suo migliore amico. Quest'ultimo, però, una notte si introduce nel laboratorio, ruba la formula e scompare nel nulla.
Passano alcuni anni, Fritz si è trasferito negli Stati Uniti. Suo figlio, il piccolo Hans, non conoscendo la lingua, incontra grosse difficoltà a scuola dove viene aiutato da Amy, anche lei di origine tedesca. I due bambini diventano grandi amici e Fritz scopre per caso che la piccola è la figlia del suo ex amico, ora diventato una figura di spicco dell'industria profumiera USA. Così quando Amy si presenta da loro per incontrare Hans, Fritz la manda via. Per strada, la bambina viene rapita e Hans, disobbedendo agli ordini del padre, riesce a ritrovarla. Il coraggio e l'innocenza dei due bambini inducono finalmente i due vecchi amici a riconciliarsi.

## Produzione
Il film fu prodotto - con il titolo di lavorazione School Bells - dalla Charles K. Harris Feature Film Company.

## Distribuzione
Distribuito dalla World Film, il film uscì nelle sale cinematografiche USA il 19 novembre 1915.
Non si conoscono copie ancora esistenti della pellicola che viene considerata presumibilmente perduta.